# Бонджигар
Бонджигар (Bonjigar) — смесь экстрактов нескольких трав, позиционируемая производителем в качестве комбинированного гепатопротектора с желчегонным и спазмолитическим действием. Применяют в лечении дискинезии желчевыводящих путей, острых и хронических холециститов, острых и хронических гепатитов различной этиологии, жирового гепатоза (в том числе при сахарном диабете), цирроза печени, токсического гепатита, вызванного побочным действием химических веществ и лекарственных препаратов. Также применяется как вспомогательная терапия при лечении алкоголизма и наркомании.

## Общая информация
Торговое название: Бонджигар.
Международное непатентованное название: нет.

### Лекарственная форма
Растительные гранулы, сироп, капсула.

## Состав
10 г препарата содержат густые экстракты — действующие вещества:
- Вербезины белой травы — 12,5 мг
- Пикрорризы курроа корней и корневищ — 5,0 мг
- Паслёна чёрного плодов — 7,5 мг
- Цикория обыкновенного семян — 8,75 мг
- Солодки голой корней — 10,0 мг
- Тамарикса гребенщика плодов — 5,0 мг
- Редьки посевной семян — 2,5 мг
- Барбариса остистого плодов — 7,5 мг
- Расторопши пятнистой плодов — 10,0 мг
- Сферантуса индийского плодов — 2,5 мг
- Берхавии раскидистой травы — 5,0 мг
- Вспомогательные вещества: метилпарабен, пропилпарабен, мальта PDF-153, порошок апельсиновый кислый, сахар

## Описание
Гранулы от почти белого до коричневого цвета, на гранулах могут присутствовать вкрапления белого цвета, с апельсиновым запахом при раздавливании.

### Фармакотерапевтическая группа
Код АТС А05С — комбинированные препараты для лечения заболеваний печени и желчевыводящих путей.

### Фармакокинетика
Действие препарата Бонджигар, по заявлению производителя, является совокупным действием его компонентов, поэтому проведение кинетических наблюдений не представляется возможным; все вместе компоненты не могут быть прослежены с помощью маркеров или биоисследований. По этой же причине невозможно обнаружить и метаболиты препарата.

### Фармакодинамика
Бонджигар — комбинированный фитопрепарат, оказывающий, по заявлению производителя, гепатопротекторное, противовоспалительное, антитоксическое и желчегонное действие.
Вербезина белая содержит видилолактон и диметил видилолактон. Обладает, по заявлению производителя, гепатопротекторной активностью, препятствуя разрушению клеточных мембран и предотвращая повреждение печеночных клеток продуктами распада. Как утверждается, может применяться при лечении алкогольной или лекарственной интоксикации печени.